# Episodi di Big Love (seconda stagione)
La seconda stagione della serie televisiva Big Love è stata trasmessa negli Stati Uniti dall'11 giugno al 26 agosto 2007 su HBO.
In Italia è andata in onda dal 23 luglio 2008 al 27 agosto 2008 sul canale satellitare Fox Life.
| nº | Titolo originale        | Titolo italiano        | Prima TV USA   | Prima TV Italia |
| -- | ----------------------- | ---------------------- | -------------- | --------------- |
| 1  | Damage Control          | Matrimonio in pericolo | 11 giugno 2007 | 23 luglio 2008  |
| 2  | The Writing on the Wall | La scritta             | 18 giugno 2007 | 23 luglio 2008  |
| 3  | Reunion                 | Intrighi e sospetti    | 25 giugno 2007 | 30 luglio 2008  |
| 4  | Rock and a Hard Place   | La verità              | 2 luglio 2007  | 30 luglio 2008  |
| 5  | Vision Thing            | La visione             | 9 luglio 2007  | 6 agosto 2008   |
| 6  | Dating Game             | Appuntamenti           | 16 luglio 2007 | 6 agosto 2008   |
| 7  | Good Guys and Bad Guys  | Le cose non dette      | 23 luglio 2007 | 13 agosto 2008  |
| 8  | Kingdom Come            | Peccati di gioventù    | 30 luglio 2007 | 13 agosto 2008  |
| 9  | Circle the Wagons       | Un futuro in gioco     | 6 agosto 2007  | 20 agosto 2008  |
| 10 | The Happiest Girl       | La ragazza più felice  | 13 agosto 2007 | 20 agosto 2008  |
| 11 | Take Me as I Am         | Prendimi per come sono | 19 agosto 2007 | 27 agosto 2008  |
| 12 | Oh, Pioneers            | La scelta              | 26 agosto 2007 | 27 agosto 2008  |